# 龍虎の拳 (漫画)
『龍虎の拳』（りゅうこのけん）は、SNKの同題格闘ゲームを原案とした日本の漫画。原作は石井ぜんじ、作画は天獅子悦也。新声社のゲーム雑誌「ゲーメスト」に1993年8月号から1994年7月30日号まで連載された 。単行本は新声社からゲーメストコミックスとして1994年に全1巻が発売された。なお、石井は当時、「ゲーメスト」の編集長であった。

## 概要
天獅子悦也によるSNKゲームの漫画として初めての作品であり連載。ゲームの展開をただなぞるのではなく、オリジナルのキャラクター（リー・パイロンのライバルであるリー・ホンロン）やオリジナルのイベント（ロバートの刑務所収監や、暴動による脱走計画）などを盛り込んではいるが、全体として原作ゲームを生かした展開となった。なお、ギース・ハワードが途中から登場、次作では初期から登場し、その展開を仕切っている。
リョウは最終的に龍虎乱舞を発動するものの、ロバートは会得していない（これは本シリーズオリジナルの設定で、ゲーム版では使用可能）。ロバートに関しては第3作『カーマンに指令を 龍虎の拳・外伝』にて初披露となる。
本作においては「キング・オブ・ファイターズ」とはストリートファイトの称号でしかなかったが、次回作でギース主催の大会名となる。

## ストーリー
1978年、アメリカ合衆国にあるサウスタウン。そこは、極限流空手の使い手で「無敵の龍」と呼ばれるリョウ・サカザキと、同門でライバルであり親友でもある「最強の虎」ことロバート・ガルシアという恐るべき空手家たちがいた。
リョウはストリート・ファイトの最中であり、ロバートは一人でリョウの妹ユリ・サカザキを女子高に迎えに行った。兄妹の父・タクマは10年ほど前から失踪したままであったが、弁護士を通じ、ユリには学費の援助があった。
リョウは決勝でボクサーのミッキー・ロジャースを下し、「キング・オブ・ファイターズ」の称号を得る。そこへジャック・ターナーが現れ、リョウを「組織」に誘う。断るリョウ。
ロバートはユリをサウスタウンの法律事務所へ送るが、そこに謎の男たちが現れ、彼女はさらわれる。ロバートは仮面の中国拳法家（リー・ホンロン）に襲われ、銃撃を受けるも辛くも脱出する。
相手をギャングと見たロバートは、リョウと共に「組織」の手がかりを得るべく、バー「ストリート・スターズ」を訪れ、ジャックと接触する。そこで乱闘が始まり、リョウは藤堂竜白の手引きで脱出できたものの、ロバートは乱戦の結果、逮捕され国立サイクロプス刑務所に収監される。そこで脱獄計画を聞かされるが、ジョン・クローリーの罠に嵌り、仮面の中国拳法家と戦う羽目に陥る。拳法家は手ごわく、ロバートは動きを封じられるが、両者の動きが止まった瞬間、拳法家は狙撃され、肩を負傷する。拳法家は老齢の所長リー・ガクスウであり、狙撃者はジョンだった。そして、ユリをさらった仮面の拳法家は、リー一族を裏切ったリー・ホンロンだという。
東堂は、昔、日本でタクマ・サカザキに敗れていた。彼を追って渡米した藤堂は、最近サウスタウンに現れた「ミスター・カラテ」をタクマだと疑っていたのである。情報収集のため、高級バー「ラ・モー」を訪れる藤堂とリョウ。ドアボーイらしき若者から服装コードを理由に断られたリョウを後にし、案内される藤堂。その地下の豪華な部屋に、謎の男ミスター・ビッグが待っていた。快く藤堂を接待したビッグだったが、酒に睡眠薬を入れており、藤堂はすぐに昏睡。待機していたリョウは、閉店後に忍び込むが、そこに待ち構えていたのはドアボーイと思われていた若者・キングだった。キングはバンサー（用心棒）だったのである。情報を聞き出すため戦いを挑むリョウ。足技を得意とするキングに苦戦したものの、虎煌拳にて勝利を収める。リョウがユリのため単身で「組織」に向かおうとする姿に打たれ、キングは「（ユリを浚った）仮面の男はチャイナタウンのリー一族かもしれない」、との情報を与える。そして、キングは昔の自分を取り戻そうとし、「組織」を抜けようとする。
通信を切られた中、刑務所の暴動を抑えるべく、リー・ガスクウは仮面をつけて囚人たちに飛び込むが、負傷した肩をジョンに狙われ、仮面を落とす。正体がバレた中、囚人たちの怒号が飛び交い、ジョンがとどめを刺そうと迫る。ロバートが割って入り、ジョンの関節技やナイフ攻撃をかいくぐり、龍撃拳で彼を倒す。ガクスウは「組織」の動きをチャイナタウンのリー・パイロンに伝えるよう、ロバートに依頼する。刑務所の鎮圧には、まだ時間がかかるのだ。
リョウはチャイナタウンでリー・パイロンと対戦していた。だが、妹をさらったのは彼ではない、という。そこに乱入するリー・ホンロン。仮面の拳法家同士の戦いはパイロンの勝利に終わり、逃亡するホンロン。だが、チャイナタウンの住民から追われ、そしてフェラーリで駆け付けたロバートに蹴りを食らい、ダウンする。
「組織」では、ビッグ、ジャック、ミッキーの3人が状況を分析していた。刑務所暴動は失敗、ホンロンは捕らわれる、と計画は難航。だが、それ故に決行を早めるべき、と判断したビッグは、チャイナタウンの制圧をヤングボーイに命令。切り札のミスターカラテを彼に与える。
ブラックサバス作戦が開始された。市内各所で一斉に暴動を起こし、その混乱に乗じて市長を含む要人を暗殺し、サウスタウンを「組織」の手中に収める計画なのだ。自白剤を投与されたホンロンからその内容を聞かされたパイロンは、リョウ、ロバートに敵の本拠地を教える。それは工場地帯であり、人質のユリもおそらくそこにいる、と。
一足早く、キングは工場地帯に乗り込んでいた。ユリと藤堂を助けるが、「組織」とは別の一団に襲われる。ムエタイ技にモノをいわせて危機を切り抜けたキングだったが、ブラックサバス計画の裏で、もうひとつの思惑が動いているのを感じ取るのだった。
ヤングボーイの元、サウスタウンに乗り込むミスター・カラテは、「気」の力で暴徒を威圧する。その力を利用するため、ミスター・カラテに移籍を打診するヤングボーイだったが、ユリを拉致しようとした部下はキングに阻まれていた。ユリと藤堂はカラテの前に姿を現すが、藤堂はヤングボーイに倒される。カラテの正体を確かめるため、ユリに襲いかかるヤングボーイ。それを止めに入るカラテ。戦いの中、カラテは覇王翔吼拳を繰り出し、藤堂はカラテをタクマだと確信する。一方、ヤングボーイは腕に「気」を集めてダメージを軽減しており、藤堂は思わず目を見張った。警官隊が暴徒針圧に駆け付け、ヤングボーイは撤退。カラテは暴動の中に姿を消し、後を追おうとしたユリは警官隊に制止される。
チャイナタウンから工場地帯へ向かうリョウとロバートは、警察が道路封鎖しているため暴動の起こっているダウンタウンを通り抜けようとする。そこで待ち構えていたのはミッキーだった。ロバートの援護でリョウは工場地帯へ抜ける。ミッキーと対戦するロバート。ミッキーは「組織」の下でミスター・カラテから「気」の使い方を習得していた。苦戦したものの、未完成の新技（飛燕龍神脚）で勝利するロバート。
リョウは港でジャック率いる暴走族に阻まれていた。気合を溜める隙を付かれ、ジャックの蹴りを食らう。そこへキングが助太刀に入る。ジャックは2対1のハンデに構わず、襲いかかってきた。ジャックの超ドロップキックとキングのベノムストライクが同時に炸裂する。キングは大きなダメージを負ったものの、ジャックも片足がいうことを利かなくなる。リョウはその間に気を溜め、覇王翔吼拳を放ち、ジャックと暴走族を海へ吹き飛ばす。
負傷したキングは戦線を離脱。しかし、彼女から「ユリがカラテを追っていった」との情報を得、先を急ぐリョウ。彼を待っていたのはミスター・ビッグだった。軍隊時代に、アフリカの少数民族から伝授されたという、2本の棒を使った格闘術を武器にリョウを翻弄する。さらに照明を落とし、事態を有利に運ぶ。彼は暗闇でも「気」を探れる上に、「気」で分身を作る、ということも可能にしていたのだった。暗殺者としての本領を発揮したビッグに苦戦するリョウ。そして、ビッグは「気」の可能性を語る。さらに、タクマの隠していた秘技を、追い詰められたリョウから引き出そうとしていた。
その頃、ロバートも工場地帯に侵入していた。銃を持った警備を掻い潜り、空手で打ち倒す。「組織」は装甲車も繰り出してきたが、覇王翔吼拳の敵ではなかった。
追い込れたリョウは、無意識ながら龍虎乱舞を発動。しかし未完成ゆえ、とどめを刺すには至らなかった。リョウの「気」の残り少ないことを察知したビッグは勝利を確信。しかし、装甲車が壁を壊して乱入、炎上している場外の炎で室内が照らされる結果に。明るくなった上にロバートも登場し、2人の連続攻撃に加え両面からの同時覇王翔吼拳でビッグを倒す。だが、階下に転落したもののビッグは生き延びており、ジョン・クローリーが救出に現れていた。
「組織」の壊滅を確信したリョウとロバートは、ミスター・カラテの居場所を思案、「父なら」と、極限流の最初の道場である「龍神館」を目指す。廃墟と化していた道場では、思惑通りカラテが待っていた。飛燕三連脚、虎煌破砕掌、百烈偸手(うけ)からの連環掌と、次々に技を繰り出し、リョウを圧倒するカラテ。覇王翔吼拳同士が打ち合った際は相殺となったが、カラテが「気」を溜める勢いは凄まじく、すぐさま覇王至高拳を繰り出し、リョウを追い詰める。土壇場に追い込まれたリョウは、龍虎乱舞を発現。しかし、とどめの覇王翔吼拳を繰り出そうとした時、ユリから制止がかかる。だがカラテ自身は決着を望んでいた。その強さ故に家族に悲劇をもたらした彼であったが、しかしそれでも我が子に伝授するものは空手しかなかったのだ。「父は死に場所を求めていた」と悟ったリョウは、父と和解する。それを見届けた藤堂は、世代の交代を感じていた。
暴動はチャイナタウンからの警察の介入で収束したが、その真相は不明とされた。南署の刑事部長はリー・パイロンに詰め寄るが、ガクスウ老師の命により、パイロンはトボけ続けた。
そして、街を見下ろすビルに陣取るヤングボーイ…ギース・ハワードは、この街を支配することを決意するのだった。

## 登場人物
特に説明のない人物は格闘家、もしくはそれに準ずる。なお、口絵の「登場人物紹介」に載っているのは、使用可能な10キャラクターの他はユリと謎の若者だけである。
リョウ・サカザキ
極限流空手の使い手で「無敵の龍」と呼ばれる。父親は創始者のタクマ・サカザキ。亡き母・ロネット譲りの金髪の持ち主。
10年前に父親が失踪しているため、ストリート・ファイトで稼いでいる。
妹のユリをさらわれ、手がかりを追っていくうちにサウスタウン掌握を狙う「組織」と戦うことになる。
オレンジ色の道着（表紙では赤に近い）に黒のＴシャツ、足元は下駄、と原作ゲーム準拠のデザイン。チャイナタウン訪問以降は、原作ゲームと同様に下駄履きでアメリカン・バイクに乗っていた。
覇王翔吼拳は習得済み。ミスター・ビッグとの闘いで、龍虎乱舞を未完成ながら放つ。その後、ミスター・カラテとの対戦で龍虎乱舞を体得する。
ロバート・ガルシア
イタリアの大富豪ガルシア家の御曹司。リョウの親友にしてライバル。「最強の虎」と呼ばれる。
愛車は原作ゲームと同様にフェラーリ。ダウンタウンでリョウを逃がすために、荒っぽい運転をして破損させた。
ゲーム版『龍虎の拳2』に登場する「飛燕龍神脚」を未完成ながら繰り出し、ミッキーに勝利している。
本作では覇王翔吼拳は会得ずみだが、龍虎乱舞は体得していない。
ユリ・サカザキ
リョウの妹で、父譲りの黒髪。女子高に通っている。「組織」に誘拐された。
原作ゲームと同様に空手を習っている描写はない。
タクマ・サカザキ（ミスター・カラテ）
リョウ、ユリの父親。あまりにも強すぎる空手家で、約20年前の段階で覇王翔吼拳を体得しており、藤堂龍白を道場の壁ごと吹き飛ばしている。
10年前、その強さゆえに恨みを買い、妻のロネットを殺される。以来、家族を巻き込まないために姿を消していた。「組織」にユリを誘拐され、やむを得ず協力する。天狗の面をつけて「ミスター・カラテ」と呼ばれていた。
ミスター・カラテとしてリョウと対戦した際は、飛燕三連脚（飛燕疾風脚の強化版）、虎煌拳破砕拳（虎煌拳を相殺する）、百烈宇ウ手（暫烈拳を捌く）からの連環掌とオリジナル技を繰り出し、圧倒している。また、「気」溜めるスピードも速いが、こちらは原作ゲームと同様。覇王翔吼拳と覇王至高拳（『龍虎の拳2』のタクマの技）も繰り出した。
藤堂の回想シーンに若い頃の姿が登場するが、顔はゲーム版『龍虎の拳2』のものをやや若くしたような感じで、道着は袖の破れた上着を着用し、黒のアンダーシャツを着ていた。
短編『ロマーリオの幸福』では、1957年の若き日の姿で登場するが、顔はリョウに似ていた（ほぼ「髪の黒いリョウ」である）。足元も下駄であるが、腕にはリストバンドではなくバンテージ（包帯？）を巻いていた。なお、荷物は風呂敷に包んで持ち歩いている。虎煌拳と暫烈拳を繰り出し、相手をノックアウトしていた。
藤堂竜白
藤堂流の16代目当主。20年ほど前、日本でタクマと戦い、敗れている。10年ほど前に渡米、日本料理店を始めとする事業で成功している。武人として鍛錬を怠らず、タクマの行方も追っている。
過去にタクマと対戦した際、「重ね当て」を披露、タクマの足元を道場の床にめり込ませるほどの威力を発揮していた。本作中盤でミスター・カラテに挑むが、割って入ったギースに一蹴された。格闘家相手には、ほぼ見せ場がなかったが、それでもギースの手下を素手で何人か倒しており、武道家としての実力の片鱗を見せた。
キング
高級バー「ラ・モー」の用心棒でムエタイを使う。優男と思われていたが、必殺技を喰らって脱衣し、実は女性だったと判明する。
かつてはチームを率いていたが、ミスター・ビッグの策略とジャックにより「組織」の傘下に入る。リョウに敗北した後、昔の自分に戻るべく組織を抜ける。ユリと藤堂を助け、ジャックと戦うリョウに加勢した。
リー・パイロン（李白龍）
チャイナタウンの主。漢方薬の店を開いている、中国拳法の使い手。格闘の際は仮面を付ける。
リー・ガクスウ
原作ゲームでは人物相関図でのみ姿を見せている。 国立サイクロプス刑務所の所長。
リー・パイロンの師匠だけあり、高齢でも身のこなしは軽い。仮面をつけた姿で刑務所に現れているらしく、その姿を「悪魔」と囚人たちは恐れていた。
リー・ホンロン（李紅龍）
オリジナルキャラクター。パイロンのライバルで、リー一族の裏切り者。ユリをさらう指揮官を務めた。
ゲーム版『龍虎の拳2』のパイロンのプロフィールの家族の項に記載されている同名の妻とは無関係。
ジャック・ターナー
「組織」の一員で、暴走族のリーダー。巨漢で打たれ強い。
ミッキー・ロジャース
ボクサー。最初の「キング・オブ・ファイターズ」の決勝でリョウと戦う。バーニング・アッパーを繰り出すも敗北。
その後「組織」に入り、ミスター・カラテの元で修業し「気」を習得。「気」を使ったバーニング・アッパーでロバートを苦しめたが、「気を込めた未完成の蹴り（飛燕龍神脚）」に敗北する。
ジョン・クローリー
元軍人であり、「組織」の一員。刑務所脱獄計画の実行犯にしてリーダー。左目は潰れている。ビッグの正体を知っていた。
ミスター・ビッグ
元軍人で階級は大佐だった。「組織」のボス。ブラックサバス計画でサウスタウンを乗っ取ろうとしていた。ユリを捕らえ、タクマを意のままに操ろうとしたが、どちらも失敗に終わった。
2本の短い棒を使った格闘術を使う。これはアフリカの少数民族から伝授された暗殺術である。
ヤングボーイ（謎の若者）
若き日のギース・ハワード。「組織」の一員だが、ミスター・カラテを手中に収めるべく、ユリを「組織」から奪取しようとするが失敗。
『龍虎の拳2』リリース前のため、ヘアースタイルが長髪のオールバックではなく『餓狼伝説』シリーズと同様の短髪のオールバック。
ゲーム版『龍虎の拳（初代）』には登場していない（スーパーファミコン版の追加エンディングには登場する）が、実は暗躍していたことが『龍虎の拳2』にて明かされている。
刑事部長
オリジナルキャラクター。サウスタウン警察の南分署所属。ロバートを取り調べた。普通の刑事。
『ギース・ハワード外伝』「CHAPTER:3 復活」（『餓狼伝説（1）』の後日談に当たる）にて死亡。

## 書誌情報
- 石井ぜんじ（原作）・天獅子悦也（作画） 『龍虎の拳』 新声社〈ゲーメストコミックス〉、全1巻
  1. 1994年8月発売、ISBN 4-88199-122-1